# Stormyrans övnings- och skjutfält
Stormyrans övnings- och skjutfält är ett militärt övnings- och skjutfält beläget cirka 10 km söder om Sollefteå.

## Historik
Stormyrans övnings- och skjutfält ligger direkt söder om Tjärnmyrans övnings- och skjutfält. Skjutfältet användes under slutet av 1900-talet bland annat Västernorrlands regemente och Ångermanlandsbrigaden till större förbandsövningar, kompanistridsskjutningar, robot- och prickskytteutbildning. I samband med att Sollefteå garnison avvecklades genom försvarsbeslutet 2000 upphörde övningar med skarp ammunition på fältet. Marken ägdes dock fortfarande av Fortifikationsverket.
Inför återetablerandet av Västernorrlands regemente (I 21), konstaterades under 2020 att miljötillståndet för Tjärnmyrans liksom Stormyrans skjutfält fortfarande var aktivt och giltigt.